# 王通 (陳)
王 通（おう とう、503年 - 575年）は、南朝梁から陳にかけての政治家。字は公達。本貫は琅邪郡臨沂県。

## 経歴
王琳と義興昭長公主蕭令嫕（南朝梁の武帝の同母妹）のあいだの子として生まれた。はじめ国子生となり、明経に挙げられて、秘書郎・太子舎人となった。南朝梁の武帝の外甥として武陽亭侯に封じられた。王府主簿・限外記室参軍・司徒主簿・太子中庶子・驃騎廬陵王府給事中郎・中権何敬容府長史・給事黄門侍郎を歴任したが、事件に連座して免官された。
侯景の乱が起こると、王通は江陵に逃れ、元帝のもとで散騎常侍となり、太常卿を代行した。侯景の乱のために建康の宮殿は焼尽したため、王通は起部尚書を兼ねて、建康の宮殿の再建にあたった。承聖3年（554年）、江陵が陥落すると、王通は敬帝のもとで吏部尚書となった。紹泰元年（555年）、侍中の位を加えられた。まもなく吏部を領したまま尚書右僕射となった。
永定元年（557年）、南朝陳が建国されると、尚書左僕射に上った。天嘉元年（560年）、文帝が即位すると、太子少傅を兼ねた。天康元年（566年）、翊右将軍・右光禄大夫の位を受け、佐史を置いた。廃帝が即位すると、安右将軍の位を受け、南徐州大中正を兼ねた。太建元年（569年）、左光禄大夫の位を受けた。
太建6年12月（575年1月）、特進の位を加えられたが、受けないうちに死去。享年は72。諡は成といった。

## 伝記資料
- 『陳書』巻17 列伝第11
- 『南史』巻23 列伝第13